# Никола Георгиев Кутруля
Вижте пояснителната страница за други личности с името Никола Георгиев.
Никола Георгиев, наричан Кутруля, е български революционер, петрички войвода на Върховния македоно-одрински комитет.

## Биография
Никола Георгиев е роден в петричкото село Игралища, тогава в Османската империя. Присъединява се към Върховния комитет. Участва в Горноджумайското въстание през есента на 1902 година. На следната 1903 година отново действа в Петричко и Струмишко.